# Јужноприморски партизански одред
Јужноприморски народноослободилачки партизански (НОП) одред је био партизанска јединица у саставу Народноослободилачке војске и партизанских одреда Југославије током Другог светског рата у Југославији. 

## Историјат
Формиран 13. фебруара 1943. од јединица Сошког НОПО, са три батаљона, јачине око 400 бораца. Дејствовао је на подручју Краса, Випавске долине и Трновског гозда, где је развио снажну диверзантску активност нарочито на железничкој прузи Трст—Постојна и Трст—Горица—Удине. Априла 1943. од његових јединица фомрирана је 5. словеначка НОВ бригада Симон Грегорчич, док је од преосталих делова Одреда и делова Севернодалматинског НОПО формирана Шеста словеначка ударна бригада „Иван Градник”. После капитулације Италије, септембра 1943, од дела Приморског НОПО формиран је нови Одред. Јединице Одред заједно са снагама Северноприморског НОП одреда образовале су 12. септембра Горишки фронт, који се до 23. новембра 1943. успешно супротстављао нападима немачких снага из Горице. Најзад, под притиском јаких немачких снага, оба Одреда повукла су се на подручје Трновског гозда, где је од њих формирана Горишка бригада. Јужноприморски НОП одред поновно је формиран 25. децембра 1943. од 4. батаљона 19. словеначке бригаде Сречко Косовел, са три чете и око 200 бораца. Бројно стање Одреда се у јануару 1944. знатно повећало, тако да су у првој половини фебруара формирана четири батаљона. Оперативно подручје Одреда је територија Краса и Випавске долине, док су његови делови проширили активност и на град Трст, где су извршили многе успешне диверзије. Путне и железничке комуникације које из Випавске долине воде преко Краса ка Јадранском мору, биле су под сталним ударима јединица Одреда, тако да је непријатељ био принуђен да их осигура јаким снагама. Поред диверзантских акција Одред је вршио и веће нападе. Тако је 2. фебруара 1944. код Рихемберка (Браник) потпуно уништио немачко-италијанску моторизовану колону од 85 војника. Делови Одреда напали су и уништили 2. јуна код Сежане немачку моторизовану СС полицијску колону; 8. јула уништио је упориште противавионске батерије на Просеку (код Трста), 10. јула порушио пругу Горица—Трст и уништио локомотиву и 12 вагона; 22. јула заједно са 3. словеначком ударном бригадом Иван Градник учествовао је у заузимању упоришта словеначких домобрана Рихемберк, где се после оштре борбе предало 98 домобрана. Одред је 5. новембра 1944. расформиран, а људство је укључено у састав 18. словеначке (Базовишке) бригаде 30. дивизије НОВЈ.